# Bathythrix hirticeps
Bathythrix hirticeps là một loài tò vò trong họ Ichneumonidae.